# 메트로버스
메트로버스 주식회사(― 株式會社)는 서울특별시 중랑구 신내역로 25 (신내동)에 있는 서울특별시의 시내버스 운송 업체이다.

## 개요
2004년 서울특별시 버스 개편 때 북부운수, 영인운수, 대원교통, 서울승합, 송파상운 등이 지분을 출자해 설립되었다. 2010년 7월 31일부터 영인운수와 송파상운이 컨소시엄에서 탈퇴한 이후 현재 주주는 북부운수, 서울승합, 대원교통이다. 한때 강동공영차고지에 강동영업소를 두었으나 송파상운과 공동배차로 운행하던 간선버스 370번을 대원여객으로 운행회사를 변경하면서 철수하였다.

## 연혁
- 2004년 7월 1일: 2004년 서울특별시 버스 개편과 함께 회사 창립
- 2005년 5월 16일: 간선버스 200번 폐선, 간선버스 273번 신설 운행
- 2006년 1월 12일: 간선버스 260번 종점을 온수동 종점에서 양천공영차고지로 변경, 간선버스 342번 폐선
- 2006년 7월 20일: 지선버스 3317번 폐선
- 2009년 7월 11일: 맞춤버스 8300번 폐선
- 2009년 12월 21일: 맞춤버스 8361번 폐선
- 2010년 7월 31일: 영인운수, 송파상운 컨소시엄 탈퇴와 함께 간선버스 260, 370번 노선을 영인운수, 송파상운과 공동배차로 운행 개시
- 2011년 8월 25일: 간선버스 300번을 370번과 노선 통합
- 2012년 3월 16일: 간선버스 260번을 국회의사당역, 370번 노선을 서대문역으로 노선 단축
- 2012년 8월 28일: 간선버스 260번을 여의도역 경유로 변경
- 2013년 4월 19일: 심야버스 N26번을 다모아자동차와 공동배차로 운행 개시
- 2014년 1월 16일: 간선버스 262, 지선버스 2016, 2227번 운행 개시와 함께 간선버스 370번을 대원여객으로 이관
- 2014년 12월 23일: 지선버스 2312번 운행 개시
- 2017년 8월 18일: 260, 2227번 신내3지구 경유
- 2022년 6월 27일 : 지선버스 2227번 중곡동에서 광나루역으로 연장

## 운행 노선
2023년 6월 29일 기준이다.
| 운행노선 | 운행구간       | 운행구간 | 운행구간       | 배차간격 (분) | 인가 대수 | 비고                                |
| -------- | -------------- | -------- | -------------- | ------------- | --------- | ----------------------------------- |
| 260번    | 중랑공영차고지 | ↔        | 국회의사당역   | 7~12          | 31        |                                     |
| 273번    | 중랑공영차고지 | ↔        | 홍대입구역     | 6~9           | 38        | 구 200번                            |
| 2227번   | 중랑공영차고지 | ↔        | 광나루역       | 9~13          | 21        | 구 165-2번                          |
| N26번    | 강서공영차고지 | ↔        | 중랑공영차고지 | 20~30분, 10회 | 5         | 다모아자동차와 공동배차로 운행한다. |

## 이전 운행 노선
| 운행노선 | 운행구간       | 운행구간 | 운행구간        | 비고                                                                          |
| -------- | -------------- | -------- | --------------- | ----------------------------------------------------------------------------- |
| 01A번    | 서울역         | ↔        | 서울역          | 대원여객과 공동배차로 운행하였다. 2022년 6월 27일 폐선                        |
| 200번    | 중랑공영차고지 | ↔        | 서울역          | 2005년 5월 16일 273번으로 노선 변경                                           |
| 262번    | 중랑공영차고지 | ↔        | 여의도          | 북부운수와 공동배차로 운행했다. 2023년 6월 26일 운행 철수                     |
| 300번    | 강동공영차고지 | ↔        | 충정로역        | 2011년 8월 25일 370번과 노선 통합                                             |
| 342번    | 강동공영차고지 | ↔        | 압구정역        | 서울승합 342번과 노선 별개                                                    |
| 370번    | 강동공영차고지 | ↔        | 충정로역        | 송파상운과 공동배차로 운행하였다. 2014년 1월 16일 대원여객에 매각             |
| 2016번   | 중랑공영차고지 | ↔        | 효창공원앞역    | 대원교통과 공동배차로 운행했다. 2022년 6월 27일 운행 철수                     |
| 2312번   | 중랑공영차고지 | ↔        | 강동공영차고지  | 서울승합, 북부운수, 대원여객과 공동배차로 운행한다. 2017년 8월 18일 운행 철수 |
| 3317번   | 강동공영차고지 | ↔        | 명일역          | 송파상운 3317번과 별개                                                        |
| 8221번   | 중랑공영차고지 | ↔        | 석계역          | 2015년 7월 용림교통 파산으로 인한 대체 노선. 인가만 있었던 미운행 노선        |
| 8300번   | 강동공영차고지 | ↔        | 종로            | 2009년 7월 11일 폐선                                                          |
| 8361번   | 강동공영차고지 | ↔        | 여의도 환승센터 | 서울승합, 북부운수와 공동배차로 운행하였다. 2009년 12월 21일 폐선             |

## 보유 차량
KGM커머셜
- KGM 스마트 110

우진산전
- 우진산전 아폴로 1100

현대자동차
- 현대 저상 뉴 슈퍼 에어로시티
- 현대 일렉시티

하이거 버스
- 하이거 하이퍼스 EV

## 갤러리

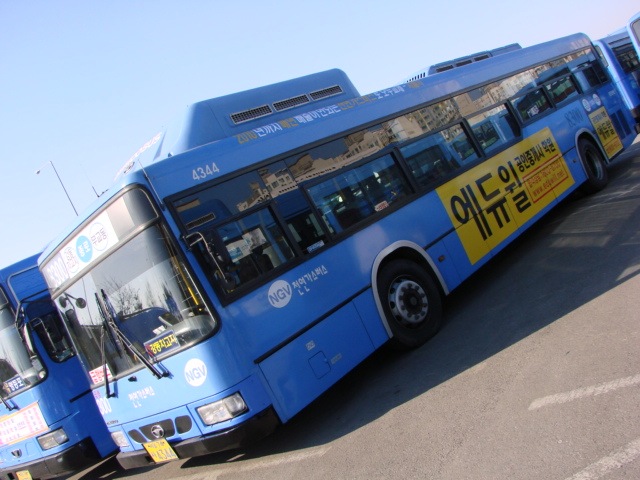
서울 구 8300번 시내버스
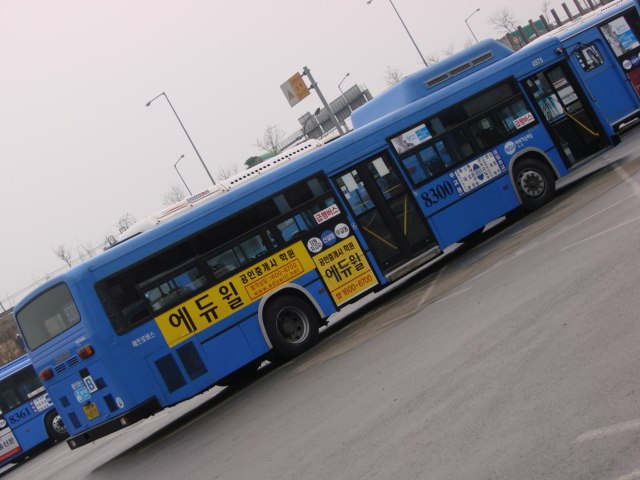
서울 구 8300번 시내버스
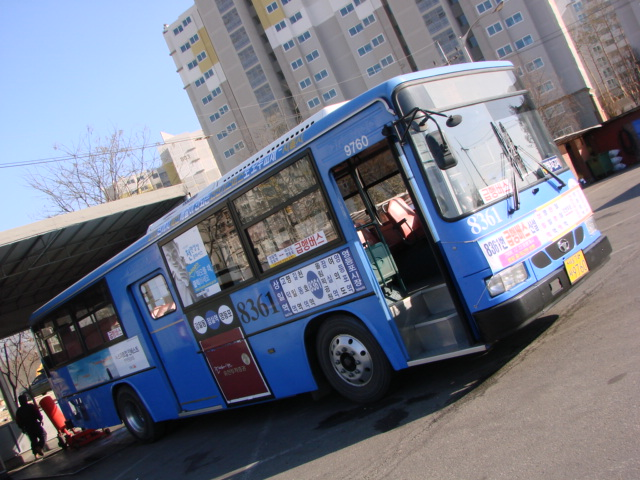
서울 구 8361번 시내버스
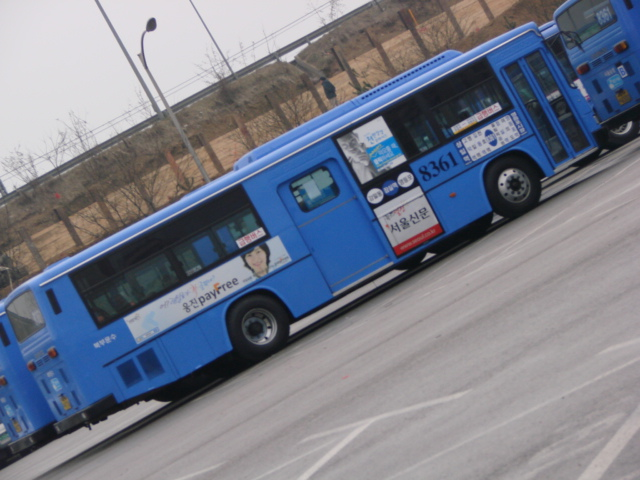
서울 구 8361번 시내버스
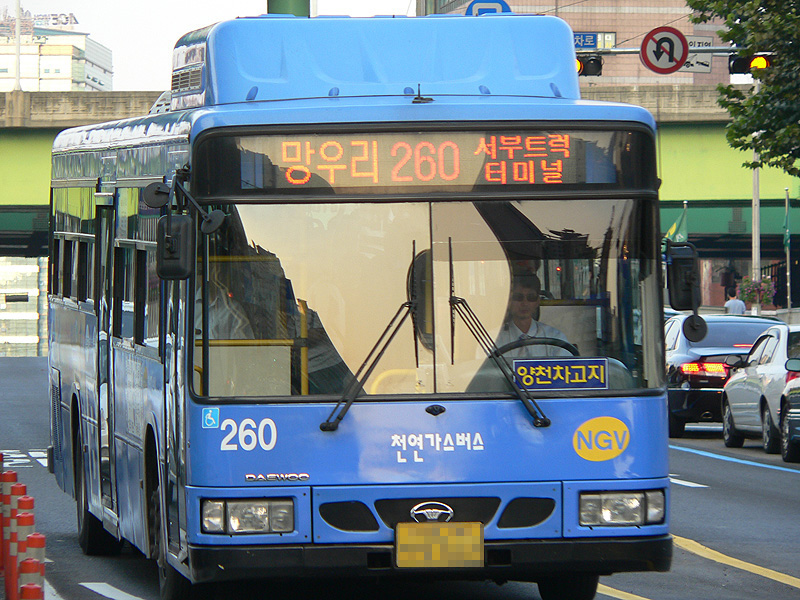
서울 260번 시내버스
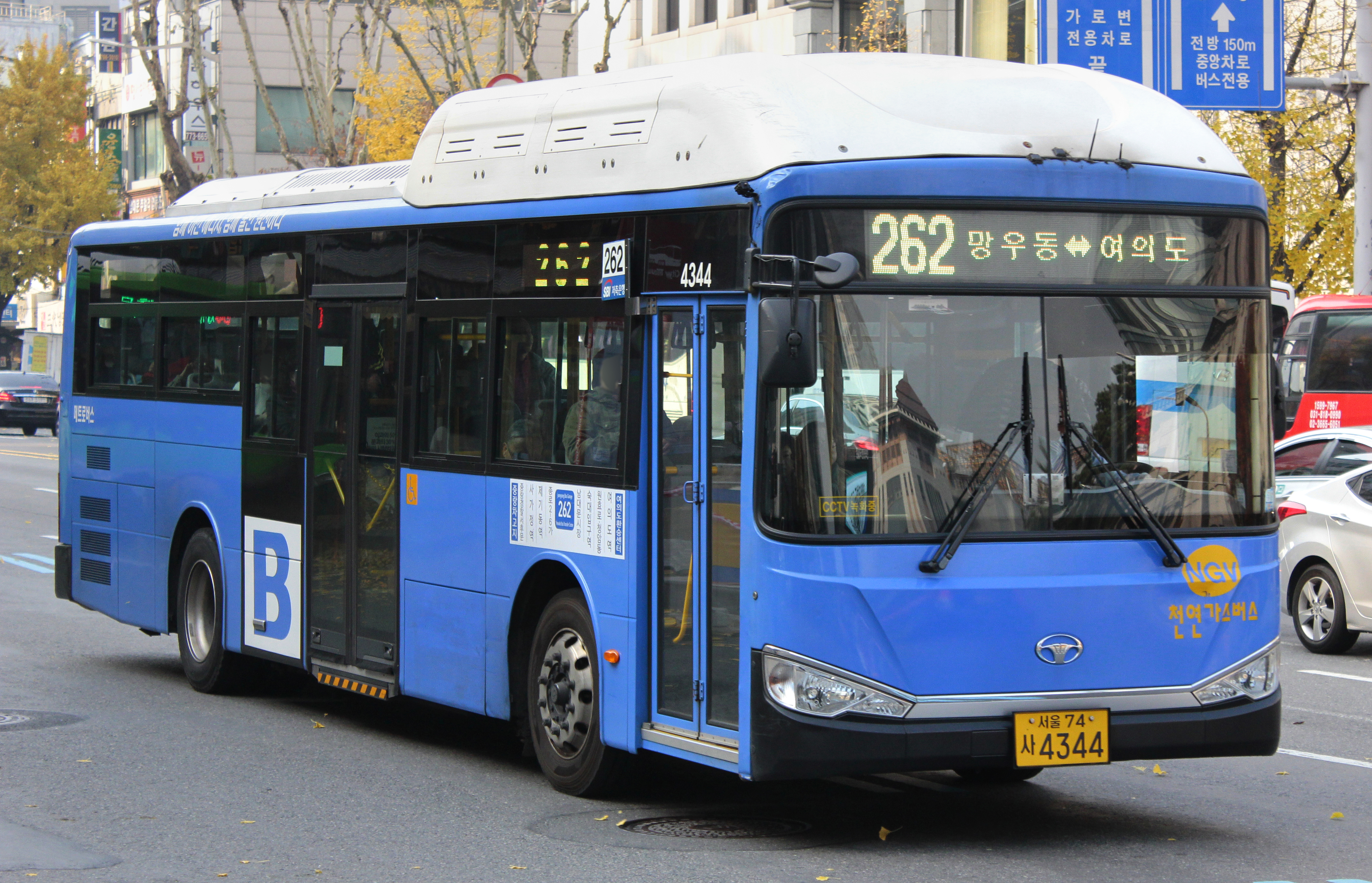
서울 262번 시내버스
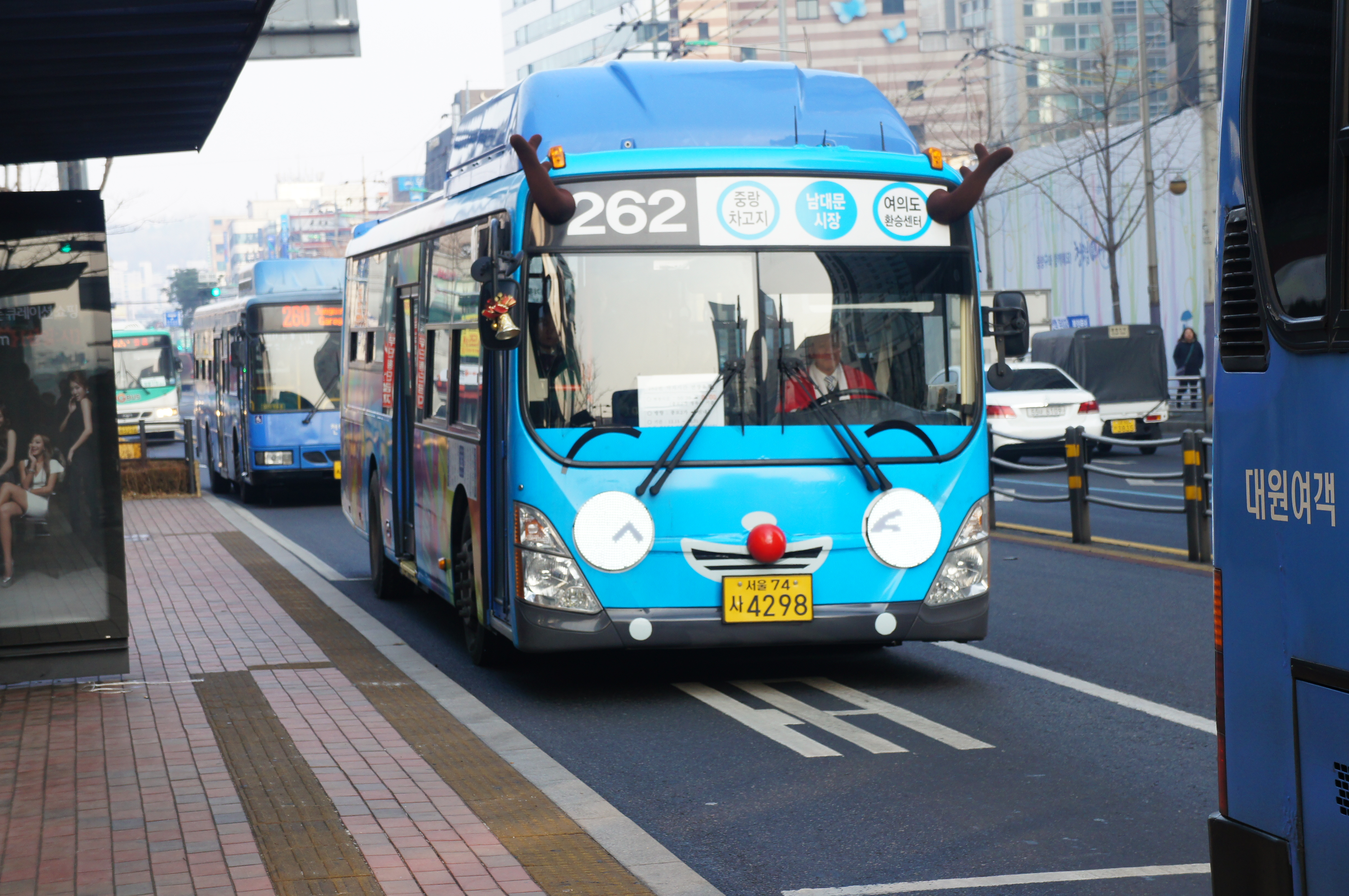
서울 262번 루돌프 타요버스
서울 273번 시내버스
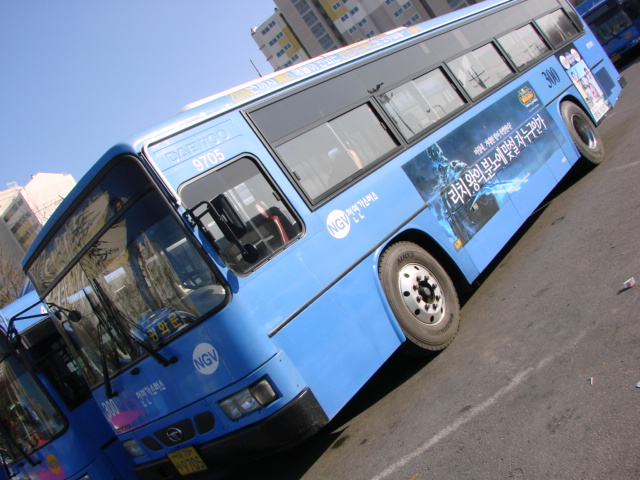
서울 구 300번 시내버스
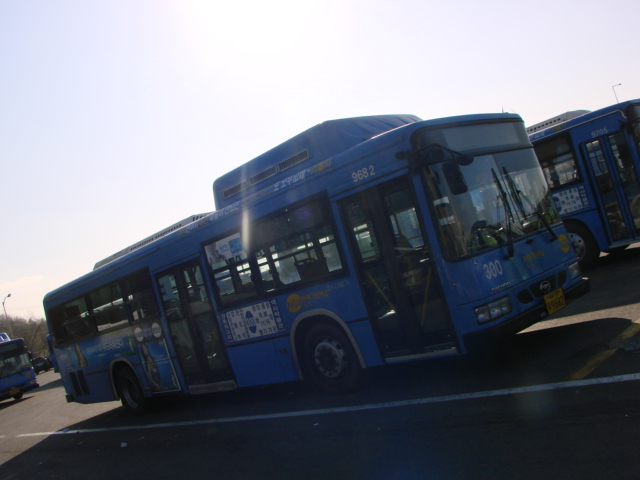
서울 구 300번 시내버스
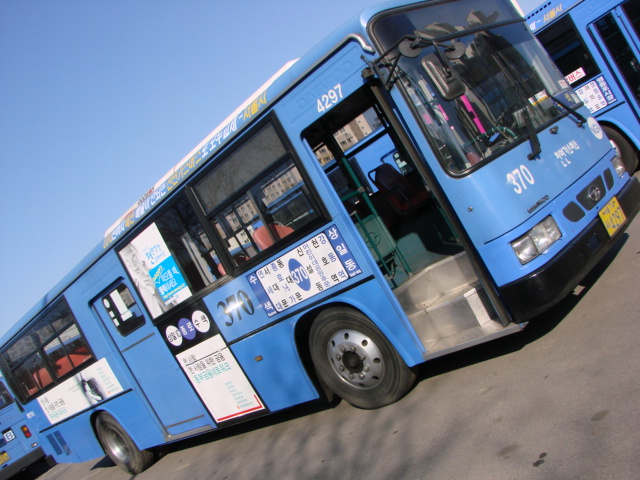
서울 370번 시내버스 (현재는 대원여객에서 운행중)
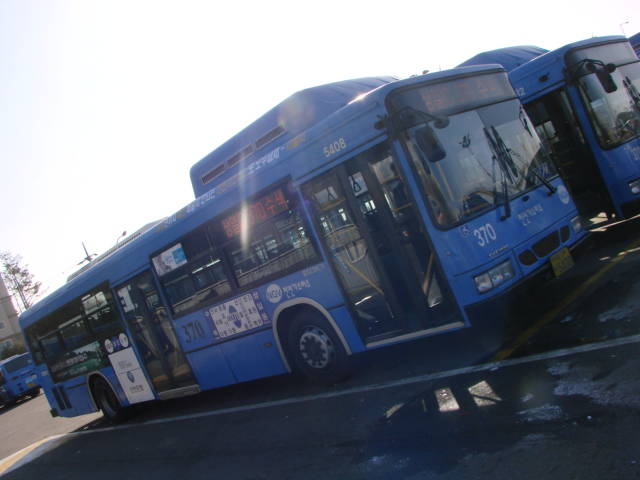
서울 370번 시내버스 (현재는 대원여객에서 운행중)
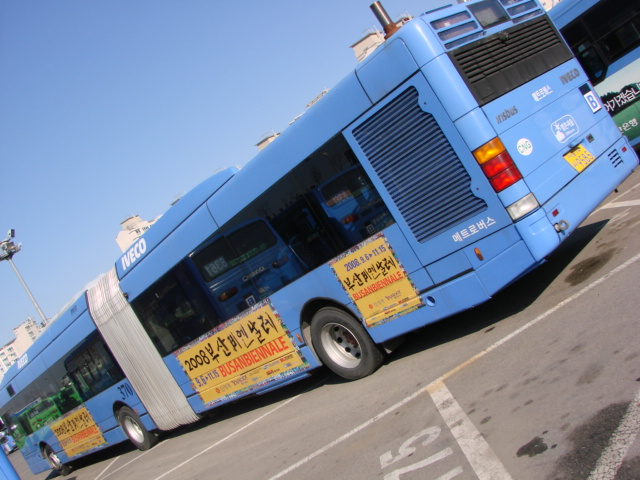
굴절버스
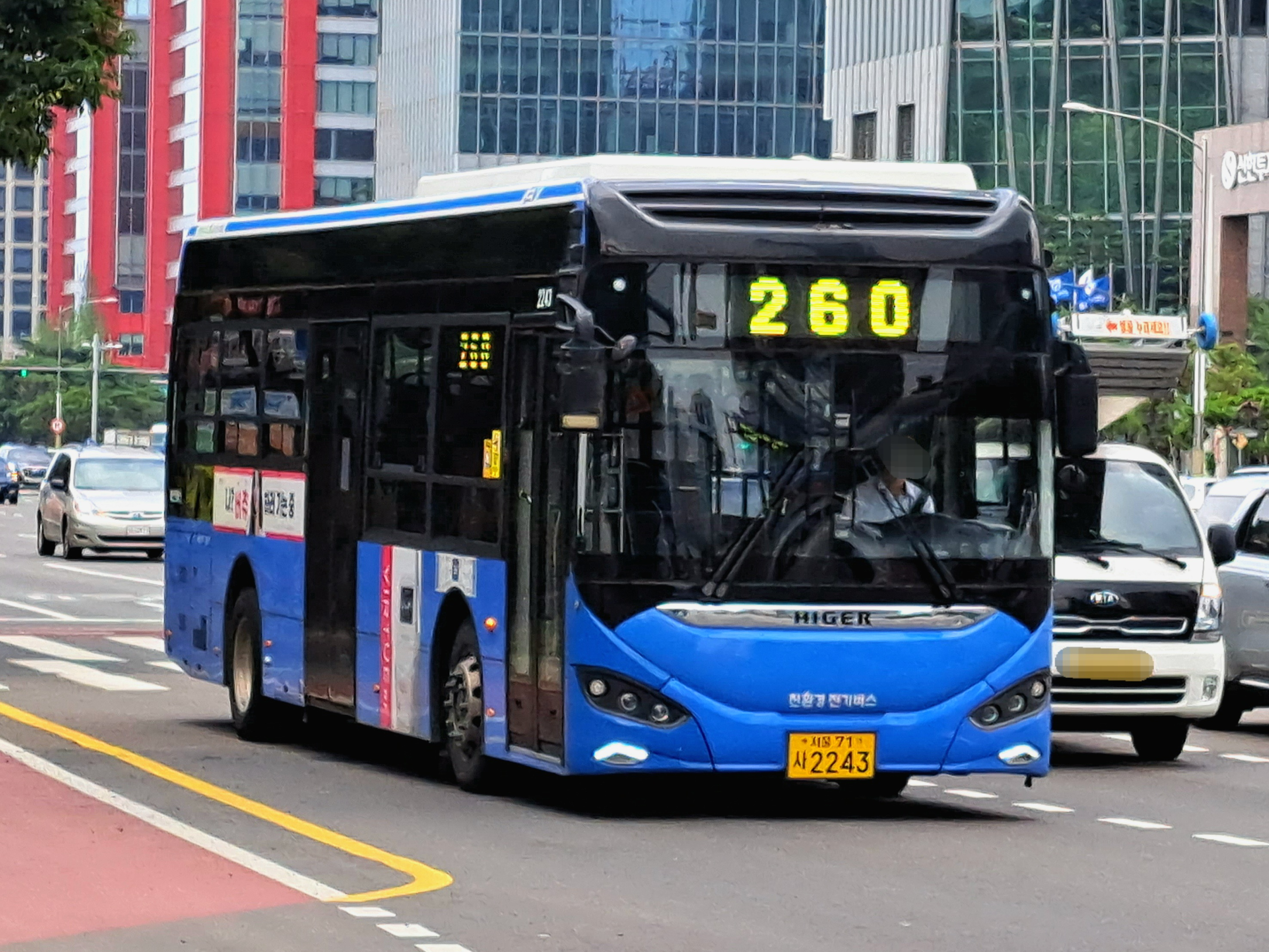
서울시내버스 260번

## 같이 보기
- 대원교통
- 대원여객
- 북부운수
- 서울승합
- 송파상운
- 영인운수